# Konami's Billiards
Konami's Billiards is een computerspel dat in 1984 werd ontwikkeld door Konami voor de MSX-computer. Het spel kan met een of twee spelers gespeeld worden.
Het spel maakte onderdeel uit van het compilatiespel Konami Antiques: MSX Collection Vol. 2 dat in 1998 uitkwam. Het spel kwam beschikbaar voor de Sega Saturn via het compilatiespel Konami Antiques MSX Collection Ultra Pack dat in 1998 uitkwam.